# Naboa semialba
Naboa semialba är en fjärilsart som beskrevs av Walker 1862. Naboa semialba ingår i släktet Naboa och familjen nattflyn. Inga underarter finns listade i Catalogue of Life.